# Seznam pilotovaných vesmírných letů 2020–současnost

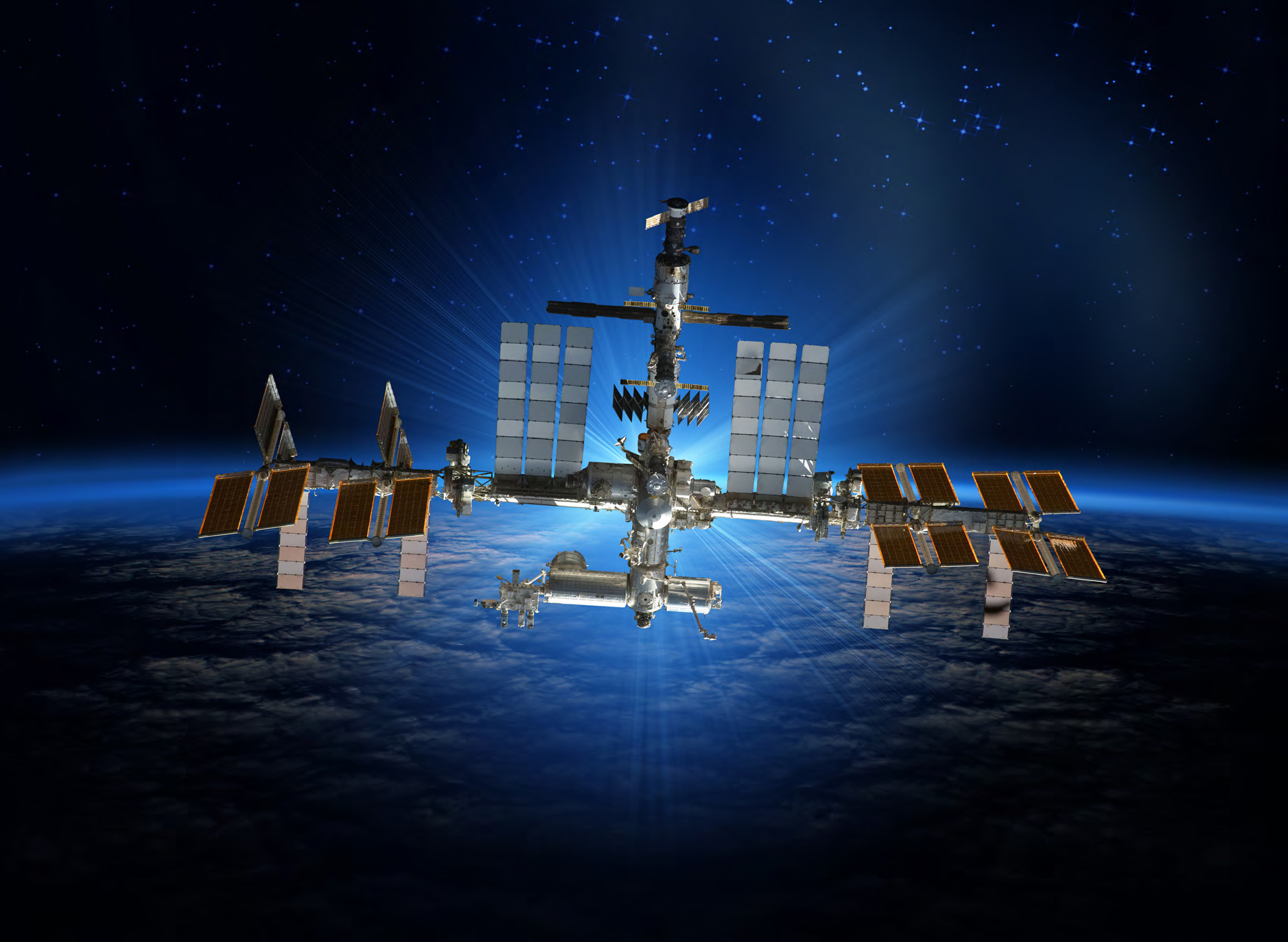
Mezinárodní vesmírná stanice roku 2020

Podrobný seznam pilotovaných vesmírných letů 2020–současnost zahrnuje orbitální lety ruských kosmických lodí typu Sojuz a amerických lodí typu Dragon k Mezinárodní vesmírné stanici (ISS) i na oběžnou dráhu Země a čínských lodí Šen-čou k Vesmírné stanici Tchien-kung (TSS).

## Seznam letů
| Pokračování ze seznamu pilotovaných vesmírných letů 2010–2019 | Pokračování ze seznamu pilotovaných vesmírných letů 2010–2019        | Pokračování ze seznamu pilotovaných vesmírných letů 2010–2019                               | Pokračování ze seznamu pilotovaných vesmírných letů 2010–2019 | Pokračování ze seznamu pilotovaných vesmírných letů 2010–2019 | Pokračování ze seznamu pilotovaných vesmírných letů 2010–2019 | Pokračování ze seznamu pilotovaných vesmírných letů 2010–2019 |
| Znak mise                                                     | Loď                                                                  | Mise, posádka                                                                               | Foto posádky                                                  | Cíl letu                                                      | Shrnutí mise | Ref.                                                          |
| ------------------------------------------------------------- | -------------------------------------------------------------------- | ------------------------------------------------------------------------------------------- | ------------------------------------------------------------- | ------------------------------------------------------------- | --- | ------------------------------------------------------------- |
|                                                               |                                                                      |                                                                                             |                                                               |                                                               | |                                                               |
| Rok 2020                                                      |                                                                      |                                                                                             |                                                               |                                                               | |                                                               |
|                                                               | Sojuz MS-16 Start: 9. dubna 2020 Přistání: 22. října 2020            | Expedice 62/63 Anatolij Ivanišin Ivan Vagner Christopher Cassidy                            |                                                               | Mezinárodní vesmírná stanice (ISS)                            | Přílet tří členů posádky Expedice 62. Sojuz MS-16 zůstal u stanice připojen jako záchranný člun. |                                                               |
|                                                               | SpX-DM2 Start: 30. května 2020 Přistání: 2. srpna 2020               | Expedice 63 Robert Behnken Douglas Hurley                                                   |                                                               | Mezinárodní vesmírná stanice (ISS)                            | Přílet dvou členů posádky Expedice 63. Crew Dragon přistál 2. srpna 2020 ve vodách Mexického zálivu. |                                                               |
|                                                               | Sojuz MS-17 Start: 14. října 2020 Přistání: 17. dubna 2021           | Expedice 63/64 Sergej Ryžikov Sergej Kuď-Sverčkov Kathleen Rubins                           |                                                               | Mezinárodní vesmírná stanice (ISS)                            | Přílet tří členů posádky Expedice 63. |                                                               |
|                                                               | SpaceX Crew-1 Start: 16. listopadu 2020 Přistání: 2. května 2021     | Expedice 64 Michael Hopkins Victor Glover Sóiči Noguči Shannon Walkerová                    |                                                               | Mezinárodní vesmírná stanice (ISS)                            | Přílet čtyř členů posádky Expedice 64. Shannon Walkerová se po odletu Sojuzu MS-17 stala na 12 dní velitelkou ISS. Mise je zatím nejdelším pilotovaným letem amerického stroje (167 dní), předchozí rekord (84 dní) držela poslední expedice ke stanici Skylab v roce 1974. | [ 1 ] [ 2 ]                                                   |
| Rok 2021                                                      |                                                                      |                                                                                             |                                                               |                                                               | |                                                               |
|                                                               | Sojuz MS-18 Start: 9. dubna 2021 Přistání: 17. října 2021            | Expedice 65 Oleg Novickij Pjotr Dubrov Mark Vande Hei                                       | Zleva: Vande Hei, Novickij, Dubrov                            | Mezinárodní vesmírná stanice (ISS)                            | Přílet tří členů posádky Expedice 65. Dubrov a Vande Hei přešli do Expedice 66. |                                                               |
|                                                               | SpaceX Crew-2 Start: 23. dubna 2021 Přistání: 9. listopadu 2021      | Expedice 65 Robert Kimbrough Katherine McArthurová Akihiko Hošide Thomas Pesquet            |                                                               | Mezinárodní vesmírná stanice (ISS)                            | Přílet čtyř členů posádky Expedice 65. Před odletem SpaceX Crew-1 převzal od Shannon Walkerové velení ISS Akihiko Hošide. Před závěrem letu byl po 2 měsíce velitelem stanice (jako první Francouz) také Thomas Pesquet.                                                    |                                                               |
|                                                               | Šen-čou 12 Start: 17. června 2021 Přistání: 17. září 2021            | 1. posádka Nie Chaj-šeng Liou Po-ming Tchang Chung-po                                       | Zleva: Tchang, Nie, Liou                                      | Vesmírná stanice Tchien-kung (TSS)                            | První mise k nové čínské vesmírné stanici, jejíž budování bylo zahájeno počátkem roku 2021. |                                                               |
|                                                               | Inspiration4 Start: 16. září 2021 Přistání: 18. září 2021            | Inspiration4 Jared Isaacman Sian Proctorová Hayley Arceneauxová Christopher Sembroski       | Zleva: Proctorová, Isaacman, Sembroski, Arceneauxová          | Samostatný let                                                | Soukromá mise lodi Crew Dragon. Poprvé v historii byla vypuštěna kosmická loď, v jejíž posádce nebyl plně vycvičený profesionální astronaut. |                                                               |
|                                                               | Sojuz MS-19 Start: 5. října 2021 Přistání: 30. března 2022           | Expedice 65 Anton Škaplerov Klim Šipenko Julija Peresildová                                 |                                                               | Mezinárodní vesmírná stanice (ISS)                            | Návštěvnická mise za účelem natočení záběrů pro film Vyzov (rusky Вызов; doslovně Výzva), jehož je Šipenko producentem a režisérem a Peresildová herečkou v hlavní roli. Škaplerov přešel do Expedice 66 jako velitel stanice.                                              |                                                               |
|                                                               | Šen-čou 13 Start: 15. října 2021 Přistání: 16. dubna 2022            | 2. posádka Čaj Č'-kang Wang Ja-pching Jie Kuang-fu                                          |                                                               | Vesmírná stanice Tchien-kung (TSS)                            | Druhá mise k TSS, pokračování výstavby stanice; Wang jako první žena na TSS. |                                                               |
|                                                               | SpaceX Crew-3 Start: 11. listopadu 2021 Přistání: 6. května 2022     | Expedice 66 Raja Chari Thomas Marshburn Matthias Maurer Kayla Barronová                     | Zleva: Chari, Marshburn, Maurer, Barronová                    | Mezinárodní vesmírná stanice (ISS)                            | Přílet posádky amerického segmentu stanice pro Expedici 66. |                                                               |
|                                                               | Sojuz MS-20 Start: 8. prosince 2021 Přistání: 20. prosince 2021      | 20. návštěvní expedice Alexandr Misurkin Jusaku Maezawa Jozo Hirano                         |                                                               | Mezinárodní vesmírná stanice (ISS)                            | Dvanáctidenní mise dvou japonských vesmírných turistů. |                                                               |
| Rok 2022                                                      |                                                                      |                                                                                             |                                                               |                                                               | |                                                               |
|                                                               | Sojuz MS-21 Start: 18. března 2022 Přistání: 29. září 2022           | Expedice 67 Oleg Artěmjev Denis Matvějev Sergej Korsakov                                    |                                                               | Mezinárodní vesmírná stanice (ISS)                            | Ruská část posádky Expedice 67. |                                                               |
|                                                               | Axiom Mission 1 Start: 8. dubna 2022 Přistání: 25. dubna 2022        | návštěvní posádka Michael López-Alegría Larry Connor Mark Pathy Ejtan Stibbe                |                                                               | Mezinárodní vesmírná stanice (ISS)                            | První plně soukromý let k ISS, první let programu Axiom Space. |                                                               |
|                                                               | SpaceX Crew-4 Start: 27. dubna 2022 Přistání: 14. října 2022         | Expedice 67 Kjell Lindgren Robert Hines Samantha Cristoforettiová Jessica Watkinsová        |                                                               | Mezinárodní vesmírná stanice (ISS)                            | Americko-evropská část posádky Expedice 67. |                                                               |
|                                                               | Šen-čou 14 Start: 5. června 2022 Přistání: 4. prosince 2022          | 3. posádka Čchen Tung Liou Jang Cchaj Sü-če                                                 |                                                               | Vesmírná stanice Tchien-kung (TSS)                            | Posádka třetí expedice k TSS a současně první, která se se svými nástupci vystřídala přímo na stanici. Dokončila integraci nových laboratorních modulů do TSS. |                                                               |
|                                                               | Sojuz MS-22 Start: 21. září 2022 Přistání: 28. března 2023           | Expedice 68 Sergej Prokopjev Dmitrij Petělin Francisco Rubio                                |                                                               | Mezinárodní vesmírná stanice (ISS)                            | Ruská část posádky Expedice 68. Loď přistála v automatickém režimu bez posádky. |                                                               |
|                                                               | SpaceX Crew-5 Start: 5. října 2022 Přistání: 12. března 2023         | Expedice 68 Nicole Mannová Josh Cassada Kóiči Wakata Anna Kikinová                          |                                                               | Mezinárodní vesmírná stanice (ISS)                            | 4 členové posádky Expedice 68. |                                                               |
|                                                               | Šen-čou 15 Start: 29. listopadu 2022 Přistání: 3. června 2023        | 4. posádka Fej Ťün-lung Teng Čching-ming Čang Lu                                            |                                                               | Vesmírná stanice Tchien-kung (TSS)                            | Čtvrtá posádka TSS, která dokončí kompletaci a zprovoznění stanice. |                                                               |
| Rok 2023                                                      |                                                                      |                                                                                             |                                                               |                                                               | |                                                               |
|                                                               | Sojuz MS-23 Start: 24. února 2023 Přistání: 27. září 2023            | Expedice 69 Sergej Prokopjev Dmitrij Petělin Francisco Rubio                                |                                                               | Mezinárodní vesmírná stanice (ISS)                            | Ruská část posádky Expedice 69. Loď odstartovala v automatickém režimu bez posádky. |                                                               |
|                                                               | SpaceX Crew-6 Start: 2. února 2023 Přistání: 4. září 2023            | Expedice 69 Stephen Bowen Warren Hoburg Sultán an-Nejádí Andrej Feďajev                     |                                                               | Mezinárodní vesmírná stanice (ISS)                            | 4 členové posádky Expedice 69 na ISS. |                                                               |
|                                                               | Axiom Mission 2 Start: 21. května 2023 Přistání: 31. května 2023     | návštěvní posádka Peggy Whitsonová John Shoffner Alí al-Qarní Rajjána Barnáwíová            | Whitsonová, Shoffner, AlQarní, Barnáwíová (zleva)             | Mezinárodní vesmírná stanice (ISS)                            | Druhý let programu Axiom Space. |                                                               |
|                                                               | Šen-čou 16 Start: 30. května 2023 Přistání: 31. října 2023           | 5. posádka Ťing Chaj-pcheng Ču Jang-ču Kuej Chaj-čchao                                      | Kuej, Ťing, Ču (zleva)                                        | Vesmírná stanice Tchien-kung (TSS)                            | Pátá dlouhodobá posádka TSS. |                                                               |
|                                                               | SpaceX Crew-7 Start: 26. srpna 2023 Přistání: 12. března 2024        | Expedice 70 Jasmin Moghbeliová Andreas Mogensen Satoši Furukawa Konstantin Borisov          | Borisov, Mogensen, Moghbeliová, Furukawa (zleva)              | Mezinárodní vesmírná stanice (ISS)                            | 4 členové posádky Expedice 70 na ISS. |                                                               |
|                                                               | Sojuz MS-24 Start: 15. září 2023 Přistání: 6. dubna 2024             | Expedice 70 Oleg Kononěnko Nikolaj Čub Loral O'Harová                                       | O'Harová, Kononěnko, Čub (zleva)                              | Mezinárodní vesmírná stanice (ISS)                            | Ruská část posádky Expedice 70 na ISS. Na konci mise v lodi místo Kononěnka s Čubem přistáli Oleg Novickij a Maryna Vasileuská po své krátkodobé návštěvní misi na ISS. |                                                               |
|                                                               | Šen-čou 17 Start: 26. října 2023 Přistání: 30. dubna 2024            | 6. posádka Tchang Chung-po Tchang Šeng-ťie Ťiang Sin-lin                                    | Ťiang, Tchang Ch., Tchang Š. (zleva)                          | Vesmírná stanice Tchien-kung (TSS)                            | Šestá dlouhodobá posádka TSS. | [ 3 ]                                                         |
| Rok 2024                                                      |                                                                      |                                                                                             |                                                               |                                                               | |                                                               |
|                                                               | Axiom Mission 3 Start: 18. ledna 2024 Přistání: 9. února 2024        | návštěvní posádka Michael López-Alegría Walter Villadei Alper Gezeravci Marcus Wandt        | López-Alegría, Villadei, Gezeravci, Wandt (zleva)             | Mezinárodní vesmírná stanice (ISS)                            | Třetí let soukromého programu Axiom Space. |                                                               |
|                                                               | SpaceX Crew-8 Start: 4. března 2024 Přistání: 25. října 2024         | Expedice 71 Matthew Dominick Michael Barratt Jeanette Eppsová Alexandr Grebjonkin           | Grebjonkin, Barratt, Dominick, Eppsová (zleva)                | Mezinárodní vesmírná stanice (ISS)                            | 4 členové posádky Expedice 71 na ISS. |                                                               |
|                                                               | Sojuz MS-25 Start: 23. března 2024 Přistání: 23. září 2024           | Návštěvní posádka 21/Expedice 71 Oleg Novickij Maryna Vasileuská Tracy Caldwellová Dysonová | Caldwellová Dysonová, Novickij, Vasiljevskaja (zleva)         | Mezinárodní vesmírná stanice (ISS)                            | Dva členové 21. návštěvní posádky a americká členka Expedice 71 na ISS. Místo Novického a Vasileuské v lodi na konci mise přistáli další 2 členové 71. expedice, Oleg Kononěnko a Nikolaj Čub.                                                                              |                                                               |
|                                                               | Šen-čou 18 Start: 25. dubna 2024 Přistání: 3. listopadu 2024         | 7. posádka Jie Kuang-fu Li Cchung Li Kuang-su                                               |                                                               | Vesmírná stanice Tchien-kung (TSS)                            | Sedmá dlouhodobá posádka TSS. | [ 4 ]                                                         |
|                                                               | Boeing Crew Flight Test Start: 5. června 2024 Přistání: 7. září 2024 | Barry Wilmore Sunita Williamsová                                                            | Wilmore, Williamsová (zleva)                                  | Mezinárodní vesmírná stanice (ISS)                            | Testovací let nové kosmické lodi Starliner. Oba astronauti v lodi letěli pouze na ISS, na zpáteční cestu se z bezpečnostních důvodů vydala bez nich. Wilmore a Williamsová se připojili k posádce Crew-8 a později ke Crew-9.                                               |                                                               |
|                                                               | Polaris Dawn Start: 10. září 2024 Přistání: 15. září 2024            | Jared Isaacman Scott Poteet Sarah Gillisová Anna Menonová                                   | Isaacman, Menonová, Gillisová, Poteet (zleva)                 | Samostatný let                                                | Let s cílem mimo jiné dosáhnout výškového rekordu na oběžné dráze Země (1 400 km) a uskutečnit první privátní výstup do vesmíru. |                                                               |
|                                                               | Sojuz MS-26 Start: 11. září 2024 Přistání: 20. dubna 2025            | Expedice 72 Alexej Ovčinin Ivan Vagner Donald Pettit                                        | Vagner, Ovčinin, Pettit (zleva)                               | Mezinárodní vesmírná stanice (ISS)                            | Tři členové Expedice 72 na ISS. |                                                               |
|                                                               | SpaceX Crew-9 Start: 28. září 2024 Přistání: 18. března 2025         | Expedice 72 Nick Hague Alexandr Gorbunov                                                    | Gorbunov, Hague (zleva)                                       | Mezinárodní vesmírná stanice (ISS)                            | 2 členové posádky Expedice 72 na ISS. Startovní posádka byla po připojení k ISS doplněna dvojicí astronautů z mise Boe-CFT (Barry Wilmore a Sunita Williamsová), kteří na konci mise původními dvěma členy přistáli.                                                        |                                                               |
|                                                               | Šen-čou 19 Start: 29. října 2024 Přistání: 30. dubna 2025            | 8. posádka Cchaj Sü-če Sung Ling-tung Wang Chao-ce                                          |                                                               | Vesmírná stanice Tchien-kung (TSS)                            | Osmá dlouhodobá posádka TSS. | [ 5 ]                                                         |
|                                                               | SpaceX Crew-10 Start: 14. března 2025 Přistání: 9. srpna 2025        | Expedice 73 Anne McClainová Nichole Ayersová Takuja Óniši Kirill Peskov                     | Ayersová, Peskov, McClainová, Óniši (zleva)                   | Mezinárodní vesmírná stanice (ISS)                            | 4 členové posádky pro prvních pět měsíců Expedice 73 na ISS. |                                                               |
|                                                               | Fram2 Start: 1. dubna 2025 Přistání: 4. dubna 2025                   | Čchun Wang Jannicke Mikkelsenová Rabea Roggeová Eric Philips                                |                                                               | Samostatný let                                                | Soukromá mise, historicky první let s posádkou na polární dráhu. |                                                               |
|                                                               | Sojuz MS-27 Start: 8. dubna 2025 Přistání: let pokračuje             | Expedice 73 Sergej Ryžikov Alexej Zubrickij Jonathan Kim                                    | Kim, Ryžikov, Zubrickij (zleva)                               | Mezinárodní vesmírná stanice (ISS)                            | Tři členové Expedice 73 na ISS. |                                                               |
|                                                               | Šen-čou 20 Start: 24. dubna 2025 Přistání: let pokračuje             | 9. posádka Čchen Tung Čchen Čung-žuej Wang Ťie                                              | Wang, Čchen T., Čchen Č. (zleva)                              | Vesmírná stanice Tchien-kung (TSS)                            | Devátá dlouhodobá posádka TSS. |                                                               |
|                                                               | Axiom Mission 4 Start: 25. června 2025 Přistání: 15. července 2025   | návštěvní posádka Peggy Whitsonová Šubanšu Šukla Sławosz Uznański-Wiśniewski Tibor Kapu     |                                                               | Mezinárodní vesmírná stanice (ISS)                            | Čtvrtý let soukromého programu Axiom Space. |                                                               |
|                                                               | SpaceX Crew-11 Start: 1. srpna 2025 Přistání: let pokračuje          | Expedice 73/74 Zena Cardmanová Michael Fincke Kimija Jui Oleg Platonov                      | Platonov, Fincke, Jui, Cardmanová (zleva)                     | Mezinárodní vesmírná stanice (ISS)                            | 4 členové posádky pro konec Expedice 73 a první měsíce Expedice 74 na ISS. |                                                               |

(Zeleně podbarveny jsou pokračující lety.)

## Detailní vývoj počtu lidí ve vesmíru
V tabulce jsou chronologicky seřazeny starty a přistání pilotovaných orbitálních letů a počet a jména osob, které od uvedeného dne pobývaly v kosmu; poslední řádek popisuje současný stav. Číslo v závorce za jménem kosmonauta/astronauta uvádí, o kolikátý let v pořadí jeho letů se jedná. Tabulka je sestavena z údajů o jednotlivých misích. Seznam navazuje na obdobný seznam pro roky 1961 – 2019.
Nepřetržitá lidská přítomnost ve vesmíru trvá od října 2000. Platným rekordním počtem lidí pobývajících ve vesmíru je 19, dosažen byl ve dnech 11. – 15. září 2024.
| datum změny        | změna    | mise                          | počet lidí | lidé pobývající ve vesmíru po uskutečnění změny |
| ------------------ | -------- | ----------------------------- | ---------- | --- |
| 3. října 2019      | přistání | Sojuz MS-12 [ISS]             | 6          | Christina Kochová, Alexandr Skvorcov, Luca Parmitano, Andrew Morgan, Oleg Skripočka, Jessica Meirová |
| 6. února 2020      | přistání | Sojuz MS-13 [ISS]             | 3          | Andrew Morgan, Oleg Skripočka, Jessica Meirová |
| 9. dubna 2020      | start    | Sojuz MS-16 [ISS]             | 6          | Andrew Morgan , Oleg Skripočka, Jessica Meirová, Anatolij Ivanišin, Ivan Vagner, Christopher Cassidy |
| 17. dubna 2020     | přistání | Sojuz MS-15 [ISS]             | 3          | Anatolij Ivanišin, Ivan Vagner, Christopher Cassidy |
| 30. května 2020    | start    | Crew Dragon Demo 2 [ISS]      | 5          | Anatolij Ivanišin, Ivan Vagner, Christopher Cassidy, Douglas Hurley, Robert Behnken |
| 2. srpna 2020      | přistání | Crew Dragon Demo-2 [ISS]      | 3          | Anatolij Ivanišin, Ivan Vagner, Christopher Cassidy |
| 14. října 2020     | start    | Sojuz MS-17 [ISS]             | 6          | Anatolij Ivanišin, Ivan Vagner, Christopher Cassidy, Sergej Ryžikov, Sergej Kuď-Sverčkov, Kathleen Rubinsová |
| 22. října 2020     | přistání | Sojuz MS-16 [ISS]             | 3          | Sergej Ryžikov, Sergej Kuď-Sverčkov, Kathleen Rubinsová |
| 16. listopadu 2020 | start    | SpaceX Crew-1 [ISS]           | 7          | Sergej Ryžikov, Sergej Kuď-Sverčkov, Kathleen Rubinsová, Michael Hopkins, Victor Glover, Sóiči Noguči, Shannon Walkerová |
| 9. dubna 2021      | start    | Sojuz MS-18 [ISS]             | 10         | Sergej Ryžikov, Sergej Kuď-Sverčkov, Kathleen Rubinsová, Michael Hopkins, Victor Glover, Sóiči Noguči, Shannon Walkerová, Oleg Novickij, Pjotr Dubrov, Mark Vande Hei |
| 17. dubna 2021     | přistání | Sojuz MS-17 [ISS]             | 7          | Michael Hopkins, Victor Glover, Sóiči Noguči, Shannon Walkerová, Oleg Novickij, Pjotr Dubrov, Mark Vande Hei |
| 23. dubna 2021     | start    | SpaceX Crew-2 [ISS]           | 11         | Michael Hopkins, Victor Glover, Sóiči Noguči, Shannon Walkerová, Oleg Novickij, Pjotr Dubrov, Mark Vande Hei, Robert Kimbrough, Katherine McArthurová, Akihiko Hošide, Thomas Pesquet |
| 2. května 2021     | přistání | SpaceX Crew-1 [ISS]           | 7          | Oleg Novickij, Pjotr Dubrov, Mark Vande Hei, Robert Kimbrough, Katherine McArthurová, Akihiko Hošide, Thomas Pesquet |
| 17. června 2021    | start    | Šen-čou 12 [TSS]              | 10         | Oleg Novickij, Pjotr Dubrov, Mark Vande Hei, Robert Kimbrough, Katherine McArthurová, Akihiko Hošide, Thomas Pesquet, Nie Chaj-šeng, Liou Po-ming, Tchang Chung-po |
| 16. září 2021      | start    | Inspiration4                  | 14         | Oleg Novickij, Pjotr Dubrov, Mark Vande Hei, Robert Kimbrough, Katherine McArthurová, Akihiko Hošide, Thomas Pesquet, Nie Chaj-šeng, Liou Po-ming, Tchang Chung-po, Jared Isaacman, Sian Proctorová, Hayley Arceneauxová, Christopher Sembroski                                                                       |
| 17. září 2021      | přistání | Šen-čou 12 [TSS]              | 11         | Oleg Novickij, Pjotr Dubrov, Mark Vande Hei, Robert Kimbrough, Katherine McArthurová, Akihiko Hošide, Thomas Pesquet, Jared Isaacman, Sian Proctorová, Hayley Arceneauxová, Christopher Sembroski |
| 18. září 2021      | přistání | Inspiration4                  | 7          | Oleg Novickij, Pjotr Dubrov, Mark Vande Hei, Robert Kimbrough, Katherine McArthurová, Akihiko Hošide, Thomas Pesquet |
| 5. října 2021      | start    | Sojuz MS-19 [ISS]             | 10         | Oleg Novickij, Pjotr Dubrov, Mark Vande Hei, Robert Kimbrough, Katherine McArthurová, Akihiko Hošide, Thomas Pesquet, Anton Škaplerov, Klim Šipenko, Julija Peresildová |
| 15. října 2021     | start    | Šen-čou 13 [TSS]              | 13         | Oleg Novickij, Pjotr Dubrov, Mark Vande Hei, Robert Kimbrough, Katherine McArthurová, Akihiko Hošide, Thomas Pesquet, Anton Škaplerov, Klim Šipenko, Julija Peresildová, Čaj Č'-kang, Wang Ja-pching, Jie Kuang-fu |
| 17. října 2021     | přistání | Sojuz MS-18 [ISS]             | 10         | Pjotr Dubrov, Mark Vande Hei, Robert Kimbrough, Katherine McArthurová, Akihiko Hošide, Thomas Pesquet, Anton Škaplerov, Čaj Č'-kang, Wang Ja-pching, Jie Kuang-fu |
| 9. listopadu 2021  | přistání | SpaceX Crew-2 [ISS]           | 6          | Pjotr Dubrov, Mark Vande Hei, Anton Škaplerov, Čaj Č'-kang, Wang Ja-pching, Jie Kuang-fu |
| 11. listopadu 2021 | start    | SpaceX Crew-3 [ISS]           | 10         | Pjotr Dubrov, Mark Vande Hei, Anton Škaplerov, Čaj Č'-kang, Wang Ja-pching, Jie Kuang-fu, Raja Chari, Thomas Marshburn, Matthias Maurer, Kayla Barronová |
| 8. prosince 2021   | start    | Sojuz MS-20 [ISS]             | 13         | Pjotr Dubrov, Mark Vande Hei, Anton Škaplerov, Čaj Č'-kang, Wang Ja-pching, Jie Kuang-fu, Raja Chari, Thomas Marshburn, Matthias Maurer, Kayla Barronová, Alexandr Misurkin, Jusaku Maezawa, Jozo Hirano |
| 20. prosince 2021  | přistání | Sojuz MS-20 [ISS]             | 10         | Pjotr Dubrov, Mark Vande Hei, Anton Škaplerov, Čaj Č'-kang, Wang Ja-pching, Jie Kuang-fu, Raja Chari, Thomas Marshburn, Matthias Maurer, Kayla Barronová |
| 18. března 2022    | start    | Sojuz MS-21 [ISS]             | 13         | Pjotr Dubrov, Mark Vande Hei, Anton Škaplerov, Čaj Č'-kang, Wang Ja-pching, Jie Kuang-fu, Raja Chari, Thomas Marshburn, Matthias Maurer, Kayla Barronová, Oleg Artěmjev, Denis Matvějev, Sergej Korsakov |
| 30. března 2022    | přistání | Sojuz MS-19 [ISS]             | 10         | Čaj Č'-kang, Wang Ja-pching, Jie Kuang-fu, Raja Chari, Thomas Marshburn, Matthias Maurer, Kayla Barronová, Oleg Artěmjev, Denis Matvějev, Sergej Korsakov |
| 8. dubna 2022      | start    | Axiom Mission 1 [ISS]         | 14         | Čaj Č'-kang, Wang Ja-pching, Jie Kuang-fu, Raja Chari, Thomas Marshburn, Matthias Maurer, Kayla Barronová, Oleg Artěmjev, Denis Matvějev, Sergej Korsakov, Michael López-Alegría, Larry Connor, Ejtan Stibbe, Mark Pathy                                                                                              |
| 16. dubna 2022     | přistání | Šen-čou 13 [TSS]              | 11         | Raja Chari, Thomas Marshburn, Matthias Maurer, Kayla Barronová, Oleg Artěmjev, Denis Matvějev, Sergej Korsakov, Michael López-Alegría, Larry Connor, Ejtan Stibbe, Mark Pathy |
| 25. dubna 2022     | přistání | Axiom Mission 1 [ISS]         | 7          | Raja Chari, Thomas Marshburn, Matthias Maurer, Kayla Barronová, Oleg Artěmjev, Denis Matvějev, Sergej Korsakov |
| 27. dubna 2022     | start    | SpaceX Crew-4 [ISS]           | 11         | Raja Chari, Thomas Marshburn, Matthias Maurer, Kayla Barronová, Oleg Artěmjev, Denis Matvějev, Sergej Korsakov, Kjell Lindgren, Robert Hines, Samantha Cristoforettiová, Jessica Watkinsová |
| 6. května 2022     | přistání | SpaceX Crew-3 [ISS]           | 7          | Oleg Artěmjev, Denis Matvějev, Sergej Korsakov, Kjell Lindgren, Robert Hines, Samantha Cristoforettiová, Jessica Watkinsová |
| 5. června 2022     | start    | Šen-čou 14 [TSS]              | 10         | Oleg Artěmjev, Denis Matvějev, Sergej Korsakov, Kjell Lindgren, Robert Hines, Samantha Cristoforettiová, Jessica Watkinsová, Čchen Tung, Liou Jang, Cchaj Sü-če |
| 21. září 2022      | start    | Sojuz MS-22 [ISS]             | 13         | Oleg Artěmjev, Denis Matvějev, Sergej Korsakov, Kjell Lindgren, Robert Hines, Samantha Cristoforettiová, Jessica Watkinsová, Čchen Tung, Liou Jang, Cchaj Sü-če, Sergej Prokopjev, Dmitrij Petělin Francisco Rubio |
| 29. září 2022      | přistání | Sojuz MS-21 [ISS]             | 10         | Kjell Lindgren, Robert Hines, Samantha Cristoforettiová, Jessica Watkinsová, Čchen Tung, Liou Jang, Cchaj Sü-če, Sergej Prokopjev, Dmitrij Petělin Francisco Rubio |
| 5. října 2022      | start    | SpaceX Crew-5 [ISS]           | 14         | Kjell Lindgren, Robert Hines, Samantha Cristoforettiová, Jessica Watkinsová, Čchen Tung, Liou Jang, Cchaj Sü-če, Sergej Prokopjev, Dmitrij Petělin Francisco Rubio, Nicole Mannová, Josh Cassada, Kóiči Wakata a Anna Kikinová                                                                                        |
| 14. října 2022     | přistání | SpaceX Crew-4 [ISS]           | 10         | Čchen Tung, Liou Jang, Cchaj Sü-če, Sergej Prokopjev, Dmitrij Petělin Francisco Rubio, Nicole Mannová, Josh Cassada, Kóiči Wakata a Anna Kikinová |
| 29. listopadu 2022 | start    | Šen-čou 15 [TSS]              | 13         | Čchen Tung, Liou Jang, Cchaj Sü-če, Sergej Prokopjev, Dmitrij Petělin Francisco Rubio, Nicole Mannová, Josh Cassada, Kóiči Wakata a Anna Kikinová, Fej Ťün-lung, Teng Čching-ming, Čang Lu |
| 4. prosince 2022   | přistání | Šen-čou 14 [TSS]              | 10         | Sergej Prokopjev, Dmitrij Petělin Francisco Rubio, Nicole Mannová, Josh Cassada, Kóiči Wakata a Anna Kikinová, Fej Ťün-lung, Teng Čching-ming, Čang Lu |
| 24. února 2023     | start    | Sojuz MS-23 [ISS]             | beze změny | stejné složení (náhradní loď – start bez posádky) |
| 2. března 2023     | start    | SpaceX Crew-6 [ISS]           | 14         | Sergej Prokopjev, Dmitrij Petělin Francisco Rubio, Nicole Mannová, Josh Cassada, Kóiči Wakata a Anna Kikinová, Fej Ťün-lung, Teng Čching-ming, Čang Lu, Stephen Bowen, Warren Hoburg, Sultán an-Nejádí, Andrej Feďajev                                                                                                |
| 12. března 2023    | přistání | SpaceX Crew-5 [ISS]           | 10         | Sergej Prokopjev, Dmitrij Petělin Francisco Rubio, Fej Ťün-lung, Teng Čching-ming, Čang Lu, Stephen Bowen, Warren Hoburg, Sultán an-Nejádí, Andrej Feďajev |
| 28. března 2023    | přistání | Sojuz MS-22 [ISS]             | beze změny | stejné složení (odlet poškozené lodi – přistání bez posádky) |
| 21. května 2023    | start    | Axiom Mission 2 [ISS]         | 14         | Sergej Prokopjev, Dmitrij Petělin Francisco Rubio, Fej Ťün-lung, Teng Čching-ming, Čang Lu, Stephen Bowen, Warren Hoburg, Sultán an-Nejádí, Andrej Feďajev, Peggy Whitsonová, John Shoffner, Alí al-Qarní, Rajjána Barnáwíová                                                                                         |
| 30. května 2023    | start    | Šen-čou 16 [TSS]              | 17         | Sergej Prokopjev, Dmitrij Petělin Francisco Rubio, Fej Ťün-lung, Teng Čching-ming, Čang Lu, Stephen Bowen, Warren Hoburg, Sultán an-Nejádí, Andrej Feďajev, Peggy Whitsonová, John Shoffner, Alí al-Qarní, Rajjána Barnáwíová, Ťing Chaj-pcheng, Ču Jang-ču, Kuej Chaj-čchao                                          |
| 31. května 2023    | přistání | Axiom Mission 2 [ISS]         | 13         | Sergej Prokopjev, Dmitrij Petělin Francisco Rubio, Fej Ťün-lung, Teng Čching-ming, Čang Lu, Stephen Bowen, Warren Hoburg, Sultán an-Nejádí, Andrej Feďajev, Ťing Chaj-pcheng, Ču Jang-ču, Kuej Chaj-čchao |
| 3. června 2023     | přistání | Šen-čou 15 [TSS]              | 10         | Sergej Prokopjev, Dmitrij Petělin Francisco Rubio, Stephen Bowen, Warren Hoburg, Sultán an-Nejádí, Andrej Feďajev, Ťing Chaj-pcheng, Ču Jang-ču, Kuej Chaj-čchao |
| 26. srpna 2023     | start    | SpaceX Crew-7 [ISS]           | 14         | Sergej Prokopjev, Dmitrij Petělin Francisco Rubio, Stephen Bowen, Warren Hoburg, Sultán an-Nejádí, Andrej Feďajev, Ťing Chaj-pcheng, Ču Jang-ču, Kuej Chaj-čchao, Jasmin Moghbeliová, Andreas Mogensen, Satoši Furukawa, Konstantin Borisov                                                                           |
| 4. září 2023       | přistání | SpaceX Crew-6 [ISS]           | 10         | Sergej Prokopjev, Dmitrij Petělin Francisco Rubio, Ťing Chaj-pcheng, Ču Jang-ču, Kuej Chaj-čchao, Jasmin Moghbeliová, Andreas Mogensen, Satoši Furukawa, Konstantin Borisov |
| 15. září 2023      | start    | Sojuz MS-24 [ISS]             | 13         | Sergej Prokopjev, Dmitrij Petělin Francisco Rubio, Ťing Chaj-pcheng, Ču Jang-ču, Kuej Chaj-čchao, Jasmin Moghbeliová, Andreas Mogensen, Satoši Furukawa, Konstantin Borisov, Oleg Kononěnko, Nikolaj Čub, Loral O'Harová                                                                                              |
| 27. září 2023      | přistání | Sojuz MS-23 [ISS]             | 10         | Ťing Chaj-pcheng, Ču Jang-ču, Kuej Chaj-čchao, Jasmin Moghbeliová, Andreas Mogensen, Satoši Furukawa, Konstantin Borisov, Oleg Kononěnko, Nikolaj Čub, Loral O'Harová |
| 26. října 2023     | start    | Šen-čou 17 [TSS]              | 13         | Ťing Chaj-pcheng, Ču Jang-ču, Kuej Chaj-čchao, Jasmin Moghbeliová, Andreas Mogensen, Satoši Furukawa, Konstantin Borisov, Oleg Kononěnko, Nikolaj Čub, Loral O'Harová, Tchang Chung-po, Tchang Šeng-ťie, Ťiang Sin-lin                                                                                                |
| 31. října 2023     | přistání | Šen-čou 16 [TSS]              | 10         | Jasmin Moghbeliová, Andreas Mogensen, Satoši Furukawa, Konstantin Borisov, Oleg Kononěnko, Nikolaj Čub, Loral O'Harová, Tchang Chung-po, Tchang Šeng-ťie, Ťiang Sin-lin |
| 18. ledna 2024     | start    | Axiom Mission 3 [ISS]         | 14         | Jasmin Moghbeliová, Andreas Mogensen, Satoši Furukawa, Konstantin Borisov, Oleg Kononěnko, Nikolaj Čub, Loral O'Harová, Tchang Chung-po, Tchang Šeng-ťie, Ťiang Sin-lin, Michael López-Alegría, Walter Villadei, Alper Gezeravci, Marcus Wandt                                                                        |
| 9. února 2024      | přistání | Axiom Mission 3 [ISS]         | 10         | Jasmin Moghbeliová, Andreas Mogensen, Satoši Furukawa, Konstantin Borisov, Oleg Kononěnko, Nikolaj Čub, Loral O'Harová, Tchang Chung-po, Tchang Šeng-ťie, Ťiang Sin-lin |
| 4. března 2024     | start    | SpaceX Crew-8 [ISS]           | 14         | Jasmin Moghbeliová, Andreas Mogensen, Satoši Furukawa, Konstantin Borisov, Oleg Kononěnko, Nikolaj Čub, Loral O'Harová, Tchang Chung-po, Tchang Šeng-ťie, Ťiang Sin-lin, Matthew Dominick, Michael Barratt, Jeanette Eppsová, Alexandr Grebjonkin                                                                     |
| 12. března 2024    | přistání | SpaceX Crew-7 [ISS]           | 10         | Oleg Kononěnko, Nikolaj Čub, Loral O'Harová, Tchang Chung-po, Tchang Šeng-ťie, Ťiang Sin-lin, Matthew Dominick, Michael Barratt, Jeanette Eppsová, Alexandr Grebjonkin |
| 23. března 2024    | start    | Sojuz MS-25 [ISS]             | 13         | Oleg Kononěnko, Nikolaj Čub, Loral O'Harová, Tchang Chung-po, Tchang Šeng-ťie, Ťiang Sin-lin, Matthew Dominick, Michael Barratt, Jeanette Eppsová, Alexandr Grebjonkin, Oleg Novickij, Maryna Vasileuská, Tracy Caldwellová Dysonová                                                                                  |
| 6. dubna 2024      | přistání | Sojuz MS-24 [ISS]             | 10         | Oleg Kononěnko, Nikolaj Čub, Tchang Chung-po, Tchang Šeng-ťie, Ťiang Sin-lin, Matthew Dominick, Michael Barratt, Jeanette Eppsová, Alexandr Grebjonkin, Tracy Caldwellová Dysonová |
| 25. dubna 2024     | start    | Šen-čou 18 [TSS]              | 13         | Oleg Kononěnko, Nikolaj Čub, Tchang Chung-po, Tchang Šeng-ťie, Ťiang Sin-lin, Matthew Dominick, Michael Barratt, Jeanette Eppsová, Alexandr Grebjonkin, Tracy Caldwellová Dysonová, Jie Kuang-fu, Li Cchung, Li Kuang-su                                                                                              |
| 30. dubna 2024     | přistání | Šen-čou 17 [TSS]              | 10         | Oleg Kononěnko, Nikolaj Čub, Matthew Dominick, Michael Barratt, Jeanette Eppsová, Alexandr Grebjonkin, Tracy Caldwellová Dysonová, Jie Kuang-fu, Li Cchung, Li Kuang-su |
| 5. června 2024     | start    | Boeing Crew Flight Test [ISS] | 12         | Oleg Kononěnko, Nikolaj Čub, Matthew Dominick, Michael Barratt, Jeanette Eppsová, Alexandr Grebjonkin, Tracy Caldwellová Dysonová, Jie Kuang-fu, Li Cchung, Li Kuang-su, Barry Wilmore, Sunita Williamsová |
| 7. září 2024       | přistání | Boeing Crew Flight Test [ISS] | beze změny | stejné složení (odlet poškozené lodi – přistání bez posádky) |
| 10. září 2024      | start    | Polaris Dawn                  | 16         | Oleg Kononěnko, Nikolaj Čub, Matthew Dominick, Michael Barratt, Jeanette Eppsová, Alexandr Grebjonkin, Tracy Caldwellová Dysonová, Jie Kuang-fu, Li Cchung, Li Kuang-su, Barry Wilmore, Sunita Williamsová, Jared Isaacman, Scott Poteet, Sarah Gillisová, Anna Menonová                                              |
| 11. září 2024      | start    | Sojuz MS-26 [ISS]             | 19         | Oleg Kononěnko, Nikolaj Čub, Matthew Dominick, Michael Barratt, Jeanette Eppsová, Alexandr Grebjonkin, Tracy Caldwellová Dysonová, Jie Kuang-fu, Li Cchung, Li Kuang-su, Barry Wilmore, Sunita Williamsová, Jared Isaacman, Scott Poteet, Sarah Gillisová, Anna Menonová, Alexej Ovčinin, Ivan Vagner a Donald Pettit |
| 15. září 2024      | přistání | Polaris Dawn                  | 15         | Oleg Kononěnko, Nikolaj Čub, Matthew Dominick, Michael Barratt, Jeanette Eppsová, Alexandr Grebjonkin, Tracy Caldwellová Dysonová, Jie Kuang-fu, Li Cchung, Li Kuang-su, Barry Wilmore, Sunita Williamsová, Alexej Ovčinin, Ivan Vagner a Donald Pettit                                                               |
| 23. září 2024      | přistání | Sojuz MS-25 [ISS]             | 12         | Matthew Dominick, Michael Barratt, Jeanette Eppsová, Alexandr Grebjonkin, Jie Kuang-fu, Li Cchung, Li Kuang-su, Barry Wilmore, Sunita Williamsová, Alexej Ovčinin, Ivan Vagner a Donald Pettit |
| 29. září 2024      | start    | SpaceX Crew-9 [ISS]           | 14         | Matthew Dominick, Michael Barratt, Jeanette Eppsová, Alexandr Grebjonkin, Jie Kuang-fu, Li Cchung, Li Kuang-su, Barry Wilmore, Sunita Williamsová, Alexej Ovčinin, Ivan Vagner, Donald Pettit, Nick Hague a Alexandr Gorbunov                                                                                         |
| 25. října 2024     | přistání | SpaceX Crew-8 [ISS]           | 10         | Jie Kuang-fu, Li Cchung, Li Kuang-su, Barry Wilmore, Sunita Williamsová, Alexej Ovčinin, Ivan Vagner, Donald Pettit, Nick Hague a Alexandr Gorbunov |
| 29. října 2024     | start    | Šen-čou 19 [TSS]              | 13         | Jie Kuang-fu, Li Cchung, Li Kuang-su, Barry Wilmore, Sunita Williamsová, Alexej Ovčinin, Ivan Vagner, Donald Pettit, Nick Hague, Alexandr Gorbunov, Cchaj Sü-če, Sung Ling-tung a Wang Chao-ce |
| 3. listopadu 2024  | přistání | Šen-čou 18 [TSS]              | 10         | Barry Wilmore, Sunita Williamsová, Alexej Ovčinin, Ivan Vagner, Donald Pettit, Nick Hague, Alexandr Gorbunov, Cchaj Sü-če, Sung Ling-tung a Wang Chao-ce |
| 14. března 2025    | start    | SpaceX Crew-10 [ISS]          | 14         | Barry Wilmore, Sunita Williamsová, Alexej Ovčinin, Ivan Vagner, Donald Pettit, Nick Hague, Alexandr Gorbunov, Cchaj Sü-če, Sung Ling-tung a Wang Chao-ce, Anne McClainová, Nichole Ayersová, Takuja Óniši, Kirill Peskov                                                                                              |
| 18. března 2025    | přistání | SpaceX Crew-9 [ISS]           | 10         | Alexej Ovčinin, Ivan Vagner, Donald Pettit, Cchaj Sü-če, Sung Ling-tung a Wang Chao-ce, Anne McClainová, Nichole Ayersová, Takuja Óniši, Kirill Peskov |
| 1. dubna 2025      | start    | Fram2                         | 14         | Alexej Ovčinin, Ivan Vagner, Donald Pettit, Cchaj Sü-če, Sung Ling-tung a Wang Chao-ce, Anne McClainová, Nichole Ayersová, Takuja Óniši, Kirill Peskov, Čchun Wang, Jannicke Mikkelsenová, Rabea Roggeová, Eric Philips                                                                                               |
| 4. dubna 2025      | přistání | Fram2                         | 10         | Alexej Ovčinin, Ivan Vagner, Donald Pettit, Cchaj Sü-če, Sung Ling-tung a Wang Chao-ce, Anne McClainová, Nichole Ayersová, Takuja Óniši, Kirill Peskov |
| 8. dubna 2025      | start    | Sojuz MS-27                   | 13         | Alexej Ovčinin, Ivan Vagner, Donald Pettit, Cchaj Sü-če, Sung Ling-tung a Wang Chao-ce, Anne McClainová, Nichole Ayersová, Takuja Óniši, Kirill Peskov, Sergej Ryžikov, Alexej Zubrickij, Jonathan Kim |
| 20. dubna 2025     | přistání | Sojuz MS-26                   | 10         | Cchaj Sü-če, Sung Ling-tung a Wang Chao-ce, Anne McClainová, Nichole Ayersová, Takuja Óniši, Kirill Peskov, Sergej Ryžikov, Alexej Zubrickij, Jonathan Kim |
| 24. dubna 2025     | start    | Šen-čou 20                    | 13         | Cchaj Sü-če, Sung Ling-tung a Wang Chao-ce, Anne McClainová, Nichole Ayersová, Takuja Óniši, Kirill Peskov, Sergej Ryžikov, Alexej Zubrickij, Jonathan Kim, Čchen Tung, Čchen Čung-žuej, Wang Ťie |
| 30. dubna 2025     | přistání | Šen-čou 19                    | 10         | Anne McClainová, Nichole Ayersová, Takuja Óniši, Kirill Peskov, Sergej Ryžikov, Alexej Zubrickij, Jonathan Kim, Čchen Tung, Čchen Čung-žuej, Wang Ťie |
| 25. června 2025    | start    | Axiom Mission 4               | 14         | Anne McClainová, Nichole Ayersová, Takuja Óniši, Kirill Peskov, Sergej Ryžikov, Alexej Zubrickij, Jonathan Kim, Čchen Tung, Čchen Čung-žuej, Wang Ťie, Peggy Whitsonová, Šubanšu Šukla, Sławosz Uznański-Wiśniewski, Tibor Kapu                                                                                       |
| 15. července 2025  | přistání | Axiom Mission 4               | 10         | Anne McClainová, Nichole Ayersová, Takuja Óniši, Kirill Peskov, Sergej Ryžikov, Alexej Zubrickij, Jonathan Kim, Čchen Tung, Čchen Čung-žuej, Wang Ťie |
| 1. srpna 2025      | start    | SpaceX Crew-11                | 14         | Anne McClainová, Nichole Ayersová, Takuja Óniši, Kirill Peskov, Sergej Ryžikov, Alexej Zubrickij, Jonathan Kim, Čchen Tung, Čchen Čung-žuej, Wang Ťie, Zena Cardmanová, Michael Fincke, Kimija Jui, Oleg Platonov |
| 9. srpna 2025      | přistání | SpaceX Crew-10                | 10         | Sergej Ryžikov, Alexej Zubrickij, Jonathan Kim, Čchen Tung, Čchen Čung-žuej, Wang Ťie, Zena Cardmanová, Michael Fincke, Kimija Jui, Oleg Platonov |